# Вспышка болезни в провинции Кванго (2024)
Вспышка неопознанного гриппоподобного заболевания (иногда называемого «болезнь X»), по-видимому, началась в октябре 2024 года в юго-западном регионе провинции Кванго, Демократическая Республика Конго. Вспышка произошла в основном в сельской медико-санитарной зоне Панзи и вызвала расследование со стороны местных и международных организаций здравоохранения. По оценкам, к 5 декабря число погибших варьируется от 31 до 143 человек. 5 декабря поступило сообщение о том, что болезнь распространилась на Катенду, также расположенную в провинции Кванго. 10 декабря поступило сообщение о том, что болезнь распространилась на провинцию Май-Ндомбе. С 5 по 12 декабря было зарегистрировано 147 новых случаев, что на 30 случаев больше, чем неделей ранее.
Первоначальный анализ показал, что случаи заболевания в основном могут быть связаны с малярией в сочетании с высоким уровнем недоедания.

## Вспышка
Первый известный случай был выявлен 24 октября 2024 года, а первый зарегистрированный смертельный случай зарегистрирован 10 ноября 2024 года. Центральные власти были уведомлены лишь позже, а Министерство здравоохранения Демократической Республики Конго сообщило о вспышке Всемирной организации здравоохранения (ВОЗ) 29 ноября 2024 года.
По состоянию на 8 декабря случаи были зарегистрированы в 9 медицинских районах (из 30) в медико-санитарной зоне Панзи: Каумбулу, Камбандамби, Канзанги, Касанджи, Киама, Мбанза Кипунгу, Макитапанзи, Мвини Нгулу и Цакала Панзи. 96 % этих случаев были зарегистрированы в медицинских районах Цакала Панзи (169 случаев), Макитапанзи (142 случая) и Канзанги (78 случаев). В предыдущие месяцы эти районы страдали от нехватки продовольствия и имели низкий охват вакцинацией. 10 декабря конголезские СМИ сообщили, что вспышка распространилась на провинцию Май-Ндомбе, которая отделена от Кванго провинцией Киншаса, хотя это не было подтверждено лабораторными тестами. Правительство Конго разместило там группы реагирования.
ВОЗ сообщила о 406 случаях заболевания в период с 24 октября по 5 декабря, с пиком на неделе, закончившейся 9 ноября 2024 года. Они также сообщают о 31 случае смерти, но были и другие случаи смерти среди населения, которые еще предстоит расследовать. По данным властей провинции, в том числе заместителя губернатора провинции Реми Саки, по состоянию на 25 ноября число погибших варьировалось от 67 до 143 человек, некоторые из которых скончались в своих домах из-за отсутствия медицинской помощи.
Большинство случаев приходится на детей, особенно в возрасте до пяти лет, и случаи немного чаще встречаются у женщин, чем у мужчин. Большинство погибших моложе 15 лет.
Мужчина, работавший в 500 километрах от задокументированного района вспышки, был госпитализирован в больницу Сан-Лука в Лукке, Италия, с 22 ноября по 3 декабря 2024 года. Его выписали по выздоровлении. Образцы были собраны и будут отправлены в Istituto Superiore di Sanità для анализа.